# ادموند دلفور
ادموند دلفور (به فرانسوی: Edmond Delfour) بازیکن فوتبال و مهاجم اهل فرانسه است که از سال ۱۹۲۹ تا ۱۹۳۸ میلادی عضو تیم ملی فوتبال فرانسه بوده‌است. وی در ۴۱ بازی ملی حضور داشته‌است و در بازی‌های ملی‌اش ۲ گل به ثمر رساند.